# جاکوب ون در شلی

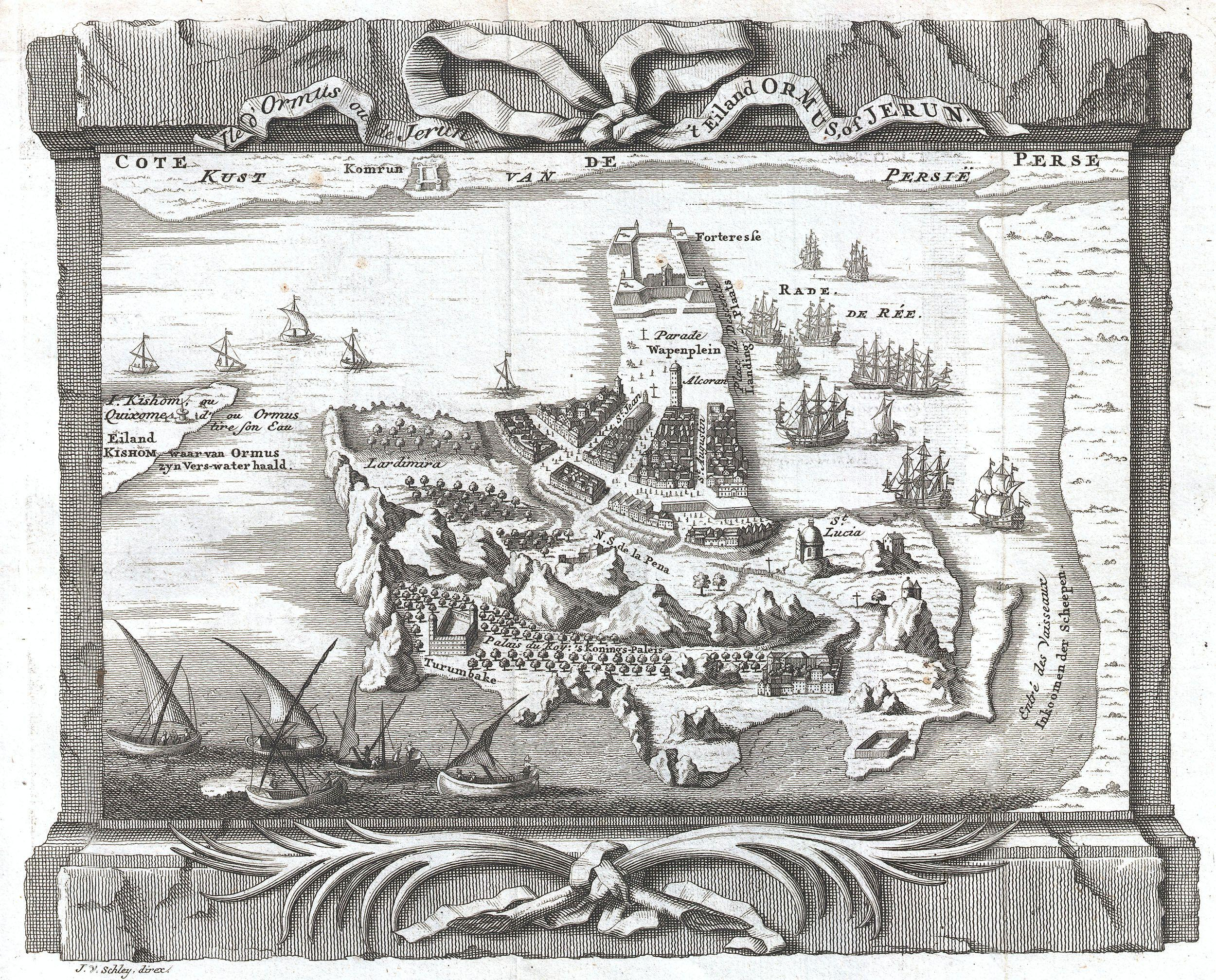
نقشه جزیره هرمز در سال ۱۷۵۰ میلادی به وسیله جاکوب ون در شلی

جاکوب ون در شلی (به هلندی: Jakob van der Schley) (زاده ۲۶ ژوئیه ۱۷۱۵ در آمستردام هلند و درگذشته ۱۲ فوریه ۱۷۷۹) طراح و حکاک هلندی است. در مورد او و پیشه او اطلاعاتی چندانی در دست نیست. در کتاب حکاکی‌هایی از هفت سال جنگ، او یک دانشجوی بسیار مورد احترام از سوی اتین پیکارت معرفی شده است. وی نقشه جزیره هرمز در سال ۱۷۵۰ میلادی را ترسیم کرده است.